# NGC 2698
NGC 2698 (другие обозначения — MCG 0-23-12, ZWG 5.30, PGC 25067) — линзовидная галактика в созвездии Гидры. Открыта Джоном Гершелем в 1826 году.
Галактика, по всей видимости, наблюдается с ребра и содержит тонкий и толстый диск. Точно неизвестно, присутствуют ли в галактике бар и линза.
Этот объект входит в число перечисленных в оригинальной редакции «Нового общего каталога».